# Wings Comics
Wings Comics fue una revista de historietas estadounidense de aviación propiedad de Fiction House que fue fundada en 1940. Su elaboración, producción y edición fue encargada por esta casa editorial a Eisner-Iger Studio. Se publicó con periodicidad variable desde 1940 hasta 1954 con un total de 124 números. Wings Comics es considerada como una publicación derivada de Wings.